# Close Encounters of the Third Kind (soundtrack)
Close Encounters of the Third Kind (Original Motion Picture Soundtrack) is de originele soundtrack, gecomponeerd en gedirigeerd door John Williams voor de film Close Encounters of the Third Kind uit 1977 van Steven Spielberg. Het album werd uitgebracht in 1977 door Arista Records.

## Tracklijst
| Nr. | Titel                                            | Duur |
| --- | ------------------------------------------------ | ---- |
| 1.  | Main Title and Mountain Visions                  | 3:22 |
| 2.  | Nocturnal Pursuit                                | 2:34 |
| 3.  | The Abduction of Barry                           | 4:32 |
| 4.  | I Can’t Believe It’s Real                        | 3:15 |
| 5.  | Climbing Devil’s Tower                           | 2:10 |
| 6.  | The Arrival of Sky Harbor                        | 4:31 |
| 7.  | Night Siege                                      | 6:22 |
| 8.  | The Conversation                                 | 2:21 |
| 9.  | The Appearance of the Visitors                   | 4:49 |
| 10. | Resolution and End Titles                        | 6:50 |
| 11. | Theme from "Close Encounters of the Third Kind"† | 3:13 |

† Heruitgave uit 1978 – bonustrack (cassette), gratis bonus 7"-single (vinylalbum).

## Hitnoteringen

### NPO Klassiek Filmmuziek Top 200
| Close Encounters of the Third Kind in de NPO Klassiek Filmmuziek Top 200 | Close Encounters of the Third Kind in de NPO Klassiek Filmmuziek Top 200 | Close Encounters of the Third Kind in de NPO Klassiek Filmmuziek Top 200 |
| Jaar                                                                     | 2024                                                                     | 2025                                                                     |
| ------------------------------------------------------------------------ | ------------------------------------------------------------------------ | ------------------------------------------------------------------------ |
| Positie                                                                  | 128                                                                      | 148                                                                      |